# M.A.X.
M.A.X.: Mechanized Assault & Exploration ist ein rundenbasiertes Strategiespiel des US-amerikanischen Computerspielentwicklers Interplay Productions aus dem Jahre 1996. Das Computerspiel wurde von Interplay hergestellt und vertrieben. Obwohl es bereits bei Erscheinen des Spiels Strategiespiele im Echtzeitmodus gab, wurde dieses Spiel aufgrund seiner vielfältigen Einflussmöglichkeiten sehr positiv bewertet.

## Handlung
In ferner Zukunft haben die Völker der Herren der Sterne ihre Planeten aller Ressourcen beraubt: Es entbrannte Krieg zwischen den Völkern, die vorher in Frieden und Toleranz lebten. Nach vielen Schlachten, die auf allen Seiten zu großen Verlusten führten, wurde der Krieg beendet und die mächtigen Herren gründeten die Concord. Die Mitglieder der Concord vereinbarten ein Regelwerk, um ihre Auseinandersetzungen, um neue Siedlungswelten künftig nicht selbst führen zu müssen. Dabei werden überwiegend einheitliche, robotische, mit Raketen oder Projektilwaffen bestückte Kampfeinheiten aufgeboten. Zur Führung dieser Einheiten dient eine Kommandoeinheit, in welche ein lebendes Gehirn verpflanzt worden ist – den Mech-Kommandanten. Die so eroberten Planeten werden durch Angehörige von Hilfsvölkern stellvertretend für ein Mitglied des Concord kolonialisiert. Eines dieser Hilfsvölker ist die Menschheit, welche die Erde verlassen musste. Die Menschen haben sich in verschiedene Clans aufgeteilt, welche den Concord Mitgliedern ihre Dienste zur Sicherung und Besiedlung von Planeten anbieten. Dabei haben sich zwei Gruppen von Clans herausgebildet. Eine dieser Gruppen verfolgt den Plan die Menschheit aus der Abhängigkeit der Concord zu befreien.

## Spielprinzip
Ziel des Spiels ist es, einen durch das Spielfeld dargestellten Planeten durch Erreichen bestimmter Siegbedingungen zu erobern. Entweder müssen alle oder bestimmte gegnerische Gebäude zerstört werden oder der Planet muss durch das Betreiben von Ökosphären dominiert werden. Dabei gehen die Anzahl und die Betriebsdauer dieser Gebäude in die Wertung ein. Die Zerstörung einer Ökosphäre annulliert jedoch deren Wertung, so dass deren Schutz vor Zerstörung spielentscheidend sein kann. Varianten dieser Siegbedingungen finden sich vor allem im Kampagnenspiel, welches aus 7 aufeinanderfolgenden Missionen besteht.
Das Spielfeld besteht aus einem Raster von 112 × 112 quadratischen Feldern. Der Spieler beginnt das Spiel mit vorgegebenen Einheiten und mindestens einem Bergwerk, welches eine gewisse Menge Ressourcen liefert. Der Spieler muss nun Ressourcen finden und erschließen, diese Ressourcen zum Bau von Gebäuden und Einheiten verwenden und schließlich die Siegbedingung erfüllen, ohne vorher durch einen Mitspieler vernichtet zu werden.
Im Spiel können drei Ressourcen gefunden werden. Metalle dienen als Rohstoff zum Bau von Gebäuden und Einheiten. Treibstoff wird in Kraftwerken in Energie umgesetzt, welche von Fabrikgebäuden verbraucht wird. Gold kann abgebaut und in Guthaben umgetauscht werden, welches zum Ankauf von Verbesserungen dient. Die Rohstoffe können auch gelagert und transportiert werden. Für jeden Rohstoff existieren eigene Lagereinrichtungen und Transportfahrzeuge. Damit die Gebäude funktionieren, müssen diese untereinander verbunden sein. Die beweglichen Einheiten befinden sich entweder am Boden, in der Luft oder im Wasser. Nur wenige Einheiten können sich amphibisch fortbewegen. Die allermeisten Einheiten und Gebäude dienen sehr speziellen Zwecken und besitzen dementsprechend sehr spezielle Fähigkeiten. Bestimmte Einheiten können nur bestimmte Gegner angreifen oder nur von bestimmten Einheiten erfasst oder angegriffen werden. Um Wasserflächen zu bebauen oder überqueren zu können, stehen Wasserplattformen und Brücken zur Verfügung. Die Menschen können auch lebendige Infanterieeinheiten aufstellen, welche gegnerische Einheiten ausschalten und übernehmen können. Gelegentlich finden sich im Spiel auch Kampfeinheiten der Concord mit deutlich überlegenen Eigenschaften. Diese können vom Spieler nicht gebaut aber durch Infanterieeinheiten erobert werden.
Jeder Clan verfügt über bestimmte Vorteile, so dass dessen Einheiten bereits in ihrer Grundausstattung über Verbesserungen verfügen können. Durch den Kauf von weiteren Verbesserungen kann jedes Attribut einer konstruierbaren Einheit in bestimmten Grenzen gezielt verbessert werden. Durch Forschung können außerdem die Grundwerte einiger Attribute kollektiv und unbegrenzt gesteigert werden. Kampfeinheiten der Concord können nicht manuell verbessert werden und verbessern ihre Fähigkeiten zufällig.
Die Möglichkeiten, dem Gegner bestimmte Ressourcen vorzuenthalten oder bestimmte Schwächen mit maßgeschneiderten Einheiten auszunutzen, eröffnet zahlreiche taktische Optionen, verlangt aber zumeist ein sehr raffiniertes Vorgehen. Gelegentlich kann es ausreichen, eine bestimmte Gebäudeverbindung zu unterbrechen, um dem Gegner Handlungsmöglichkeiten zu nehmen. Spieler und Computergegner verfügen zumeist über gleiche Machtmittel. Der Computergegner muss wie der Spieler seine Rohstoffe erst suchen, seine Gebäude erst bauen und auch den Gegner erst aufklären.
Das Spielprogramm unterstützt Netzwerkspiele von bis zu vier Spielern über IPX.

## Rezeption
„Mit einer hervorragenden Mixtur aus Elementen von echtzeit- und rundenbasierter Strategie gelingt Interplay die Überraschung des Monats.“

„Wie schon zuvor Jagged Alliance und X-COM wird M.A.X. als einer der vernachlässigsten Strategiespiel-Hämmer in die Geschichte eingehen. Grund: der fast zeitgleiche Release von Alarmstufe Rot. Der C&C-Ableger hat vieles, was M.A.X. weitgehend fehlt. Prächtige Grafik, eine durchgehende Story, VIEL Atmospähre und nicht zuletzt das gewisse Etwas, das ein Kultspiel ausmacht. Dafür trumpft M.A.X. mit einem annähernd perfekten Interface (mindestens auf Z-Niveau), einer ungeschlagenen Wieder-und-wieder-Spielbarkeit, einer Fülle ausgewogener Einheiten und Gebäude, hoher Komplexität und durchtriebenen Computergegnern auf.“

“Command & Conquer, move over. M.A.X. does it better, albeit with players spending much more time learning the game.”

„Command & Conquer, rück zur Seite. M.A.X. macht es besser, auch wenn die Spieler sehr viel mehr Zeit investieren müssen, um das Spiel zu erlernen.“

Wertungen:
- PC Action 12/1996: 94 %
- PC Games 1/1997: 89 %
- PC Joker 3/1997: 86 %
- PC Player 2/1997: 80 %
- Power Play 1/1997: 88 %[1]

- Computer Gaming World 5/1997: 4 von 5
- GameSpot: 8,6 von 10[2]
- PC Gamer (UK): 90 %

## Nachfolger
1998 wurde ein zweiter Teil mit dem Titel M.A.X. 2 als Echtzeit-Strategiespiel veröffentlicht.